# 彼得·普列特尼奧夫

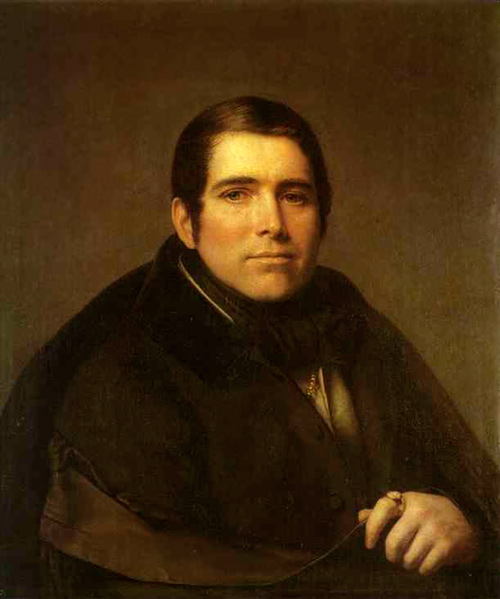
彼得·普列特尼奥夫.

彼得·亚历山德罗维奇·普列特尼奥夫（俄语：Пётр Александрович Плетнёв，1792年8月10日—1866年1月10日），俄国诗人，文学批评家，曾任圣彼得堡大学教务长（1840年至1861年）、俄罗斯科学院院士（1841年）。
普列特尼奥夫与普希金关系融洽，普希金在《叶甫盖尼·奥涅金》中将该书提献给他。1837年普希金去世后，普列特尼奥夫继续编辑普希金的文学期刊《现代人》，直到1846年该期刊被售给了涅克拉索夫。作为批评家，普列特尼奥夫一直与别林斯基等人对立，反对文学作品中传播进步思想比艺术表现更主要。普列特尼奥夫在多次文学运动中的中立态度使他能无偏见地赞赏当代任何有才华的艺术家，包括茹科夫斯基、果戈里和陀思妥耶夫斯基。